# Alsótelek
Alsótelek (románul: Teliucu Inferior vagy Teliucu de Jos, németül: Untertelek) falu Romániában, Erdélyben, Hunyad megyében. Vajdahunyadtól hat kilométerre délre, a Cserna partján, a Ruszka-havas keleti peremén fekszik.

## Története
1431-ben Thelek, 1750-ben Telyuk, 1760–62-ben Alsó Telek, 1808-ban Tyuluk, 1850-ben Telek Selinka, Telek Eisenhammer és Unter Telek néven említették. A 15. században Hunyad várának tartozéka volt. Benkő József szerint itt temették el Hunyadi János anyját, Morzsinai Erzsébetet (vagy Marzsinai Erzsébet). A vajdahunyadi kincstári uradalomhoz tartozó jobbágyai a 18. század közepén Ploszkabányán tartoztak bányanapszámot teljesíteni.
Évszázadokon keresztül – változó intenzitással – bányásztak közelében vasércet. Egykor hámora is üzemelt, amelyet 1816-ban bontottak le. 1750-ben németeket, a 19. század végén, a vajdahunyadi vasgyártás megélénkülése után szentkeresztbányai székelyeket telepítettek be. A vasércen kívül dolomitot is kitermeltek. Római katolikus kápolnáját Szent Borbálának, a bányászok védőszentjének a tiszteletére állították.
A 20. század második felében a vasércbánya a településtől északra feküdt. Ettől északnyugatra vasércelőkészítő üzemelt. A vasércelőkészítőt öt drótkötélpálya-szakasz kötötte össze a vajdahunyadi acélművel. 1928-ban Alsótelek és Pusztakalán között egy 22 kilométeres ércszállító iparvasút is létezett. 2005 szeptemberben a bányát megszüntették. A külszíni vasbánya egykori területén bányató keletkezett.

## Lakossága
- 1850-ben 444 lakosából 426 volt román, 15 cigány és 3 magyar nemzetiségű; 441 ortodox és 3 református vallású.
- 1910-ben 823 lakosából 670 volt román, 139 magyar és 11 német anyanyelvű; 718 ortodox, 57 római katolikus, 22 református, 11 görögkatolikus és 9 evangélikus vallású.
- 2002-ben 1387 lakosából 1343 volt román, 35 magyar és 9 cigány nemzetiségű; 1244 ortodox, 45 baptista, 35 pünkösdista, 22 római katolikus és 20 református vallású.

## További információk

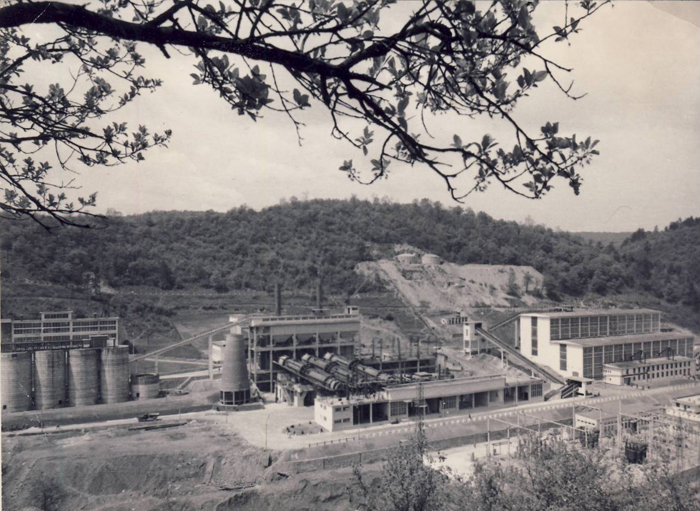
Az ércelőkészítő 1965-ben